# Azare
Azare é uma cidade do estado de Bauchi, na Nigéria. Sua população é estimada em 116.292 habitantes.